# Hilda de Polaris
Hilda de Polaris (ポラリスのヒルダ Porarisu no Hiruda?) es un personaje del anime Saint Seiya conocido como Los Caballeros del Zodiaco y villana principal de la Saga de Asgard. Sacerdotisa de Odín viene de Asgard, también es hermana mayor de Flare. Su tarea consiste en oraciones diarias al dios Odín frente al mar congelado del océano Ártico, para evitar el deshielo de los grandes glaciares. Hilda tiene a su disposición a los Dioses guerreros de Asgard.

## Historia
Hilda recorrió los extremos de Asgard un día en que ella fue forzada por Poseidón a utilizar el Anillo Nibelungo e iniciar una guerra contra el Santuario de Atenea. Era parte del plan de Julian Solo, que quería debilitar a Saori Kido e inundar el mundo.
En ese momento, Hilda llama a los Dioses guerreros de Asgard y se va a la guerra con el Santuario en Asgard para obtener el control de la Tierra ya que ella quería que su pueblo viviera en un lugar donde crecieran las flores, a fin de no tener que preocuparse por los glaciares. Sin embargo, por otro lado estaba enferma de ambiciones por el Anillo Nibelungo.
Después que los otros seis Dioses guerreros de Asgard fueran derrotados, Siegfried de Dubhe Alfa fue quien se enfrentó a los caballeros de bronce y los vence pero Shiryu le muestra el punto débil de Siegfried de Dubhe Alfa a un mal herido Seiya pero Siegfried se asombra de que Seiya tenga fuerzas para seguir luchando entonces Hilda le dice que debe acabar con los caballeros cuanto antes. Hilda no sabe a que espera Siegfried, en ese momento llega Sorrento de Sirena un General Marino. Hilda le dice a Siegfried que sorrento se encargara de Seiya pero Siegfried comprender que Hilda fue manipulada por el Dios Poseidón, en ese momento siegfried decide arranca su propio Zafiro de Odín para entregárselo a Seiya, lleno de ira se enfrenta con Sorrento pero es dominado por este último ni siquiera romperse los tímpanos sirve para anular la melodía de su enemigo e intenta acabar con él de la misma forma en que Shiryu lo hizo con Shura de Capricornio. Sin embargo, Sorrento logró escapar del ataque y sobrevivió pero Siegfried muere llegando al espacio no sin antes despedirse de Hilda. Entonces Seiya trata de subir a la estatua de Odín pero es atacado por Hilda pero es ayudado por sus amigos. Hilda le tira su lanza pero Ikki de Fénix se pone por medio. Finalmente, Seiya viste la armadura de Odín y destruye el Anillo Nibelungo quedando Hilda tirada en el suelo sobre un charco de sangre. Poco después Hilda se recupera siendo la misma de antes toma la espada Espada Balmunga y comienza a rezar para que Odín la perdone, e incluso arriesga su vida por Saori Kido. Hilda llega donde están saori y su hermana flere y les pide perdón. Flare abraza a Hilda. Pero entonces un misterioso remolino en el mar arrastra a Atenea haciendo que desaparezca de allí.
Más tarde junto a su hermana flare ayudan a los Caballeros de Bronce a entrar en el reino de Poseidón y hace la vista gorda ante el hecho de que violó la ley para llegar allí.

## Personalidad
En general, Hilda es una buena chica. Ella se preocupa por la gente y su hermana. Sin embargo, después de que Poseidón le obligara a llevar a la fuerza el Anillo de los Nibelungos se convirtió en una llama sin alma y no presta atención al hecho de que cada uno de los Dioses guerreros de Asgard murieron en la batalla.
- Datos: Q11682498